# Pinnacles nationalpark
Pinnacles nationalpark ligger i Monterey County och San Benito County i delstaten Kalifornien i USA. Den innehåller de kvarvarande resterna av en gammal vulkan som eroderat bort. Där finns spektakulära spiror, monoliter och trånga passager. Nationalparken bildades 2013 och omfattar ett område på omkring 107 km². Nationalparken förvaltas av National Park Service och majoriteten av parken är skyddad som vildmark.
Nationalparken delas upp av bergsformationer i en östlig och en västlig del, som sammanlänkas av vandringsleder. Det finns ingen genomfartsväg som sammanlänkar den östra och den västra entrén till parken. Den östra sidan har skugga och vatten, den västra har höga bergsväggar. Bergsformationerna har spektakulära toppar som lockar bergsklättrare. Parken har ovanliga talusgrottor med åtminstone tretton arter av fladdermöss.
Pinnacles besöks oftast på våren och hösten på grund av den intensiva hettan under sommarmånaderna. Parkmarkerna är primärt habitat åt präriefalken, och är en utsättningssplats för kalifornienkondorer som kläckts i fångenskap.
Pinnacles nationalmonument bildades år 1908 av den amerikanska presidenten Theodore Roosevelt. Pinnacles nationalpark skapades sedan av en lagstiftning som gick igenom hos kongressen 2012 och sedan blev till lag under president Barack Obama den 10 januari 2013.